# Đền tang lễ

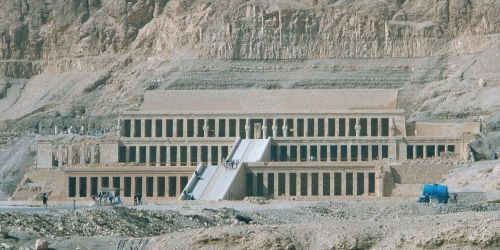
Đền thờ của Hatshepsut

Đền tang lễ (hay những Đền chôn cất, tiếng Anh: Mortuary Temple hay Funeral Temple) là những đền thờ được dựng liền kề, gần kề hoặc xung quanh khu vực gần các khu lăng mộ hoàng gia của Ai Cập cổ đại. Các ngôi đền kiểu này được thiết kế để tưởng niệm triều đại của Pharaon mà chúng được xây dựng, cũng như để sử dụng bởi giáo phái của nhà vua sau khi chết.

## Lịch sử

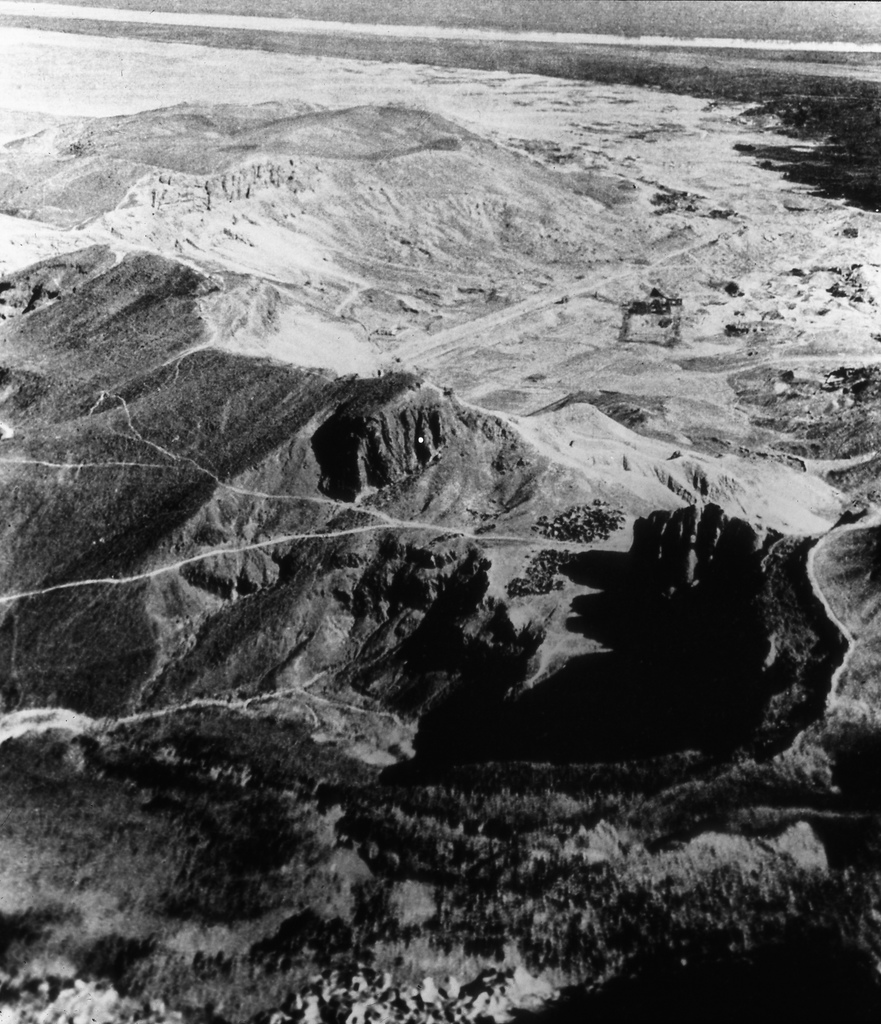
Khu đền thờ Deir el-Bahari, trong Khu lăng mộ Theban. Ảnh chụp từ trên không.

Những ngôi đền chôn cất được xây dựng xung quanh các kim tự tháp ở Cổ Vương quốc và Trung Vương quốc. Tuy nhiên, một khi các pharaon Tân Vương quốc bắt đầu xây dựng các ngôi mộ trong Thung lũng các vị Vua, họ đã xây dựng các đền thờ của họ một cách riêng biệt. Những ngôi đền ở Tân Vương quốc này được người Ai Cập gọi là "biệt thự hàng triệu năm".
Các đền thờ tang lễ cũng được sử dụng làm nơi an nghỉ cho con thuyền của Amun vào thời điểm diễn ra Lễ hội Đẹp của Thung lũng, trong thời gian đó, bức tượng của vị thần này đi đến bờ tây của Thebes. 
Ngôi đền đầu tiên được xây dựng cho Amenhotep I của Vương triều thứ 18 trong thời kỳ Tân Vương quốc. Một số người cai trị khác của triều đại này đã xây dựng các đền thờ cho cùng một mục đích, nổi tiếng nhất là những ngôi đền ở khu đền thờ Deir el-Bahari, nơi Hatshepsut xây dựng bên cạnh ngôi đền tang lễ của Mentuhotep II, và của Amenhotep III. 
Những người cai trị sau này của Vương triều thứ 18 hoặc là thất bại trong việc xây dựng ở đây hoặc là như trong trường hợp Tutankhamun, Ay và Horemheb, việc xây dựng của họ đã không được hoàn thành. Trong thời Vương triều thứ 19 cai trị, Seti I đã xây dựng ngôi đền tang lễ của mình tại nơi được gọi là Gurna. Một phần của "Ngôi đền vinh quang Seti Merenptah trên cánh đồng Amun cư ngụ ở phía Tây của Thebes" được dành cho cha của ông là Ramesses I, người mà trong một triều đại ngắn đã ngăn cản ông tự xây dựng, và được con trai ông Ramesses II đã hoàn thành. 
Ramesses II đã xây dựng ngôi đền của riêng mình, được gọi là Ramesseum (tên được đặt theo tên của Champollion vào năm 1829): "Ngôi đền một triệu năm Usermaatre Setepenre được liên kết với Thebes-the-Quoted ở Cánh đồng của Amun, ở phía Tây".
Rất lâu sau, trong Vương triều thứ 20, Ramesses III đã xây dựng ngôi đền của riêng mình tại Medinet Habu.